# Sandra Bouwhuis

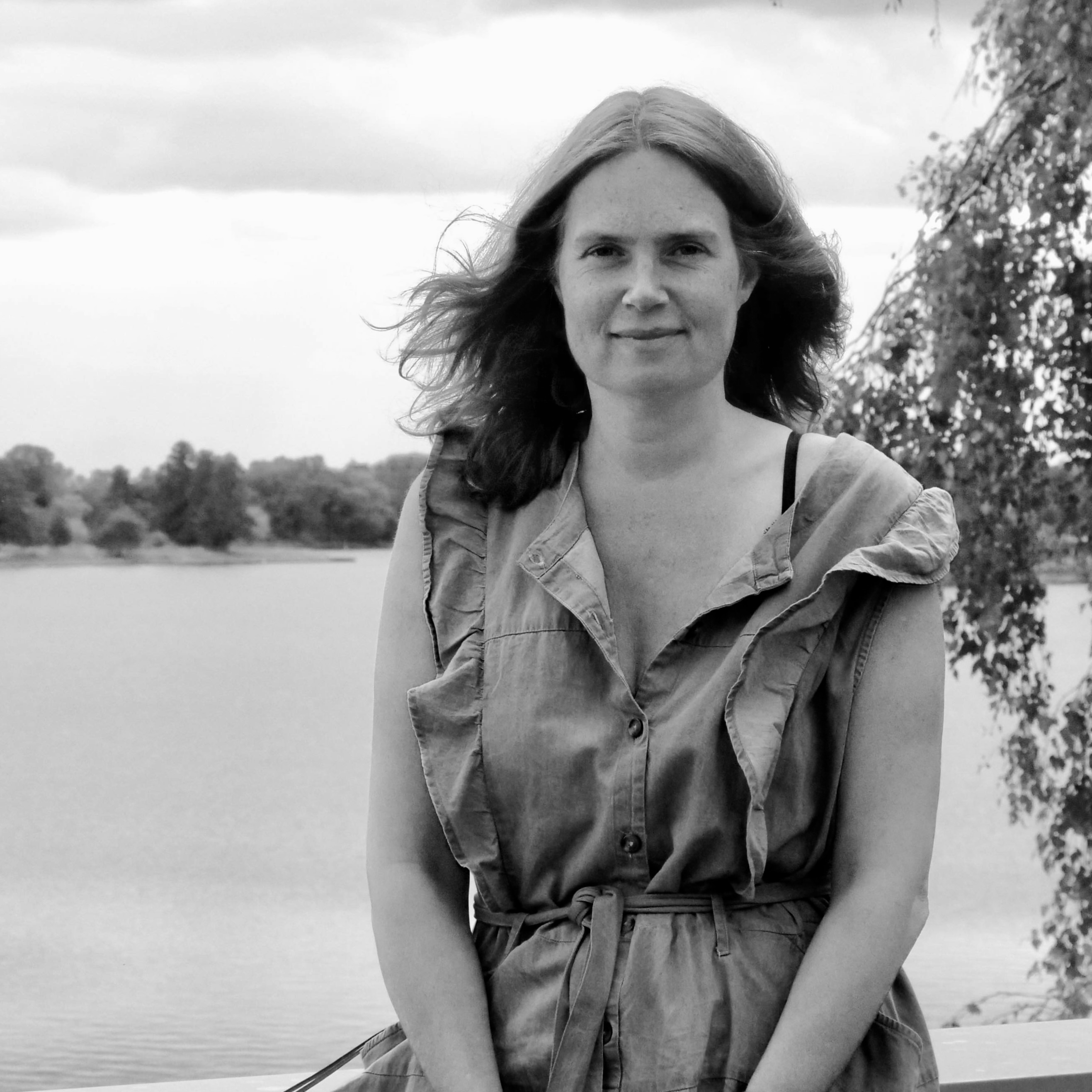
Sandra Bouwhuis, Banter See (2023)

Sandra Bouwhuis (* 5. Februar 1980 in Kampen) ist eine niederländische Biologin mit dem Schwerpunkt Ökologische Evolutionsbiologie. Sie erforscht die Lebensgeschichten von Vögeln, z. B. wie Umweltfaktoren ihre Physiologie, Reproduktion und Lebensdauer beeinflussen.

## Leben
Sandra Bouwhuis studierte Biologie an der Freien Universität Amsterdam und an der Universität Groningen. Nach dem Bachelor 2003 bewarb sie sich erfolgreich um ein Topmaster-Studium an der Universität Groningen und war in ein Forschungsprojekt zu Klimawandel und Populationsdynamik von langstreckenziehenden Trauerschnäppern einbezogen. Andere Themen ihres 2005 abgeschlossenen Masterstudiums, das in den Niederlanden mehrere Projekte umfasst, betrafen Fragen der Energiebilanz beim Wachstum von Brillenpinguinen und das Immunsystem von Haushähnen.
Seit ihrer Promotion im Jahr 2010 mit dem Thema Muster und Prozesse des Alterns bei Kohlmeisen fokussiert sich Bouwhuis auf individuelle Lebensverläufe: „Welche Faktoren verursachen eine kürzere oder längere Lebensdauer, erhöhen oder mindern den Reproduktionserfolg?“ Forschungsmaterial sind Langzeitdaten verschiedener Vogelarten.
Nach Forschungsaufenthalten an der Universität Oxford und der Universität Sheffield arbeitet Bouwhuis seit 2013 am Institut für Vogelforschung in Wilhelmshaven. Habilitiert wurde sie an der Carl von Ossietzky Universität Oldenburg im Jahr 2018 mit dem Thema: Muster und Prozesse des Alterns bei wildlebenden Vögeln.
Sie ist verheiratet und Mutter von zwei Kindern.

## Wirken

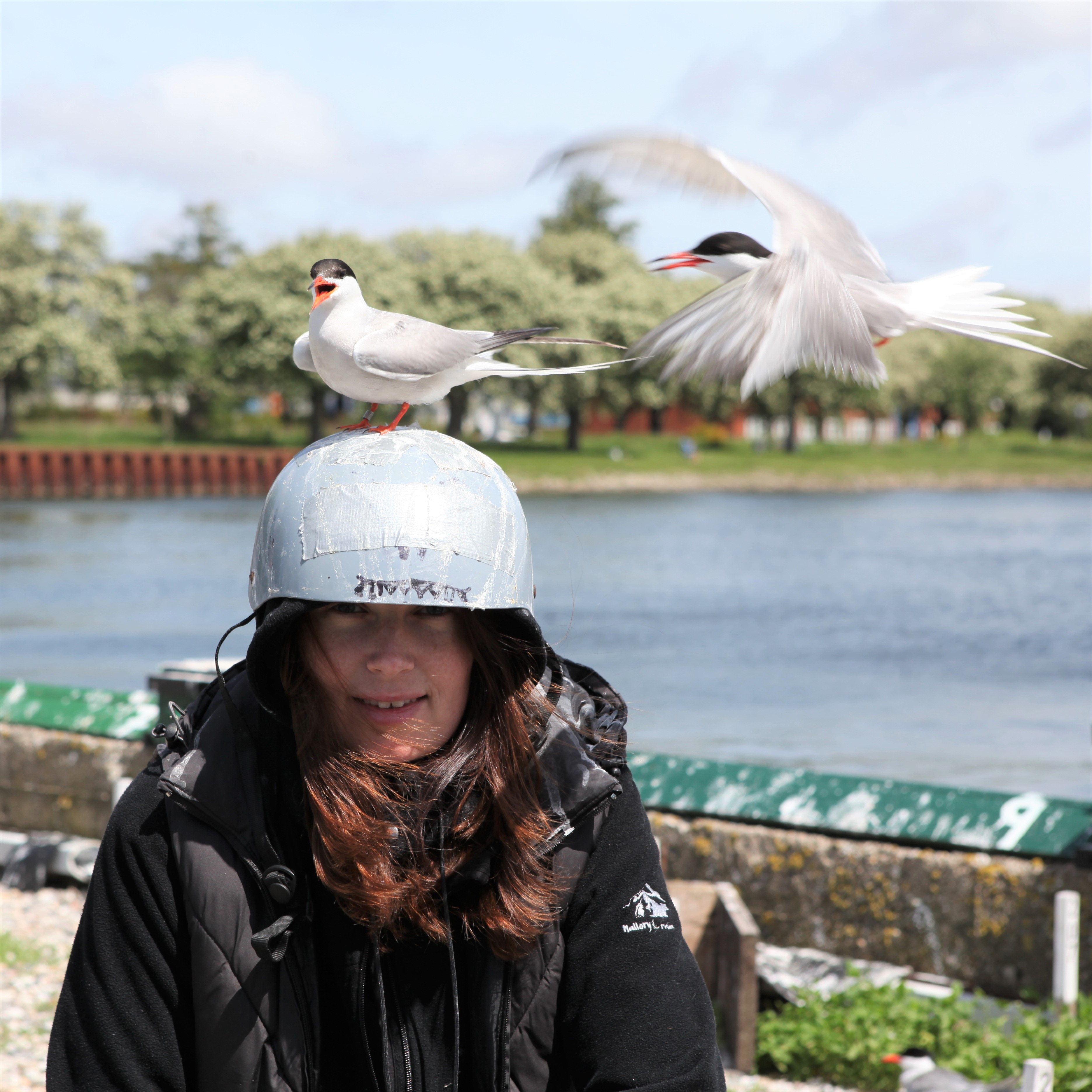
Sandra Bouwhuis und Flussseeschwalben

Sandra Bouwhuis ist seit 2016 Vizedirektorin und seit 2019 Wissenschaftliche Direktorin am Institut für Vogelforschung. An der Universität Oldenburg ist sie in der Lehre engagiert und betreut Examensarbeiten. Außerdem hält sie öffentliche Vorträge und sorgt für die Verbreitung von wissenschaftlichen Ergebnissen aus der Biologie, zum Beispiel via die Nordwestdeutsche Universitätsgesellschaft.
Seit 2013 erforscht Bouwhuis die Flussseeschwalbe anhand der Daten, die in der Kolonie am Banter See seit 1992 gewonnen werden. Dabei geht es um die Lebensverläufe dieser Langstreckenziehern, die bis zu 33 Jahre alt werden können und mit unterschiedlichem Erfolg Nachkommen großziehen. Individuell und altersabhängig variieren zum Beispiel Anzahl und Größe der Eier sowie der flüggen, also flugfähigen, Küken pro Gelege. Zudem wirkt sich das Alter der Seeschwalbeneltern auf den Lebensbruterfolg der am Banter See rekrutierte Nachkommen aus.
Ausgehend von Fragen nach der Lebensgeschichte anhand von Daten, die per Transponder, klassischer Beobachtung sowie mittels Geolokatoren und Analyse von Blut- und Federproben in der Flussseeschwalben-Kolonie über Jahrzehnte gewonnen werden, fragt Bouwhuis sowohl nach individuellen Verhaltensmustern als auch nach den ökologischen Faktoren, die auf dem Zugweg oder im Brutgebiet wirksam werden.  Das betrifft etwa als Folgen des Klimawandels. Zu den Problemfaktoren der fischfressenden Seeschwalben gehört außerdem die Verschmutzung der Meere durch Quecksilber und weitere Faktoren wie im Jahr 2022 die Vogelgrippe.

## Preise
- 2018: Norddeutscher Wissenschaftspreis zusammen mit Miriam Liedvogel

## Mitgliedschaften und redaktionelle Tätigkeit (Auswahl)
- Redaktionelle Tätigkeit für Journal of Animal Ecology und Journal of Ornithology,
- Mitglied von Deutsche Ornithologen-Gesellschaft, British Ecological Society, Society for the Study of Evolution